# Internal Security Department
Pour les articles homonymes, voir ISD.

Internal Security Department (ISD) est un service de renseignement de Singapour rattaché au ministère de l'intérieur. Il est autorisé à lutter, entre autres, contre l’espionnage, le terrorisme international et la subversion. Il est également autorisé à détenir des personnes (2001). Il est souvent comparé au FBI des États-Unis.
En 2001, le service a alerté l'Australie à propos de cellules de la Jemaah Islamiyah en Australie. Jusqu’au XXe siècle au moins, le service disposait des banques de données comportant des informations détaillées sur les citoyens de Singapour. 
Adrian Lim, le « médium » autoproclamé qui planifia les meurtres rituels de Toa Payoh travailla comme informateur pour l'ISD.